# Waldere
Der so genannte Waldere ist die fragmentarische Überlieferung einer angelsächsischen Dichtung über den germanischen Helden Walther. Die 63 Zeilen des Waldere sind die einzige Spur der Walther-Sage in der altenglischen Literatur. Die Geschichte spielt, genauso wie die anderen, in der altenglischen Überlieferung erhaltenen germanischen Heldendichtungen (Beowulf, Deor, Widsith, Battle of Finnsburg), nicht in England, sondern schöpft aus einem Stoffrepertoire der Völkerwanderungszeit, das jahrhundertelang durch mündliche Überlieferung weitergegeben wurde. Aufgrund seiner fragmentarischen Überlieferung lässt sich nicht mit Bestimmtheit sagen, wie alt der Waldere ist, wie viele Zeilen er tatsächlich umfasste und woher das Werk ursprünglich stammte. So reichen die Angaben und Theorien zur Entstehung des Waldere denn auch vom 8. Jahrhundert bis weit ins 10. Jahrhundert.
Die zwei Blätter der Waldere-Fragmente wurden erst am 12. Januar 1860 in der Königlichen Bibliothek von Kopenhagen von dem Professor und Bibliothekar Erich Christian Werlauff entdeckt. Wie die Handschriften nach Dänemark gelangten, wird wohl nicht mehr mit Sicherheit geklärt werden können. Sie könnten jedoch unerkannt Teil der Handschriften gewesen sein, die der isländische Forscher Grímur Jónsson Thorkelin 1786 im Auftrag des dänischen Königs in England gekauft hatte.

## Die Walthersage
Verschiedene Versionen des Walther-Stoffes geistern durch halb Europa: Neben dem Waldere existieren fünf weitere Versionen. Zuerst ist hier der Waltharius (Waltharii poesis) zu nennen, eine 1456 Hexameter umfassende lateinische Dichtung, die Ekkehard I. von St. Gallen zugeschrieben wird und wohl aus dem frühen 10. Jahrhundert stammt. Eine weitere lateinische Version (Chronicon Novaliciense) stammt aus dem Italien des frühen 11. Jahrhunderts, welche die Geschichte des Waltharius lediglich paraphrasiert. Daneben existieren sieben verschiedene Versionen eines mittelhochdeutschen Epos aus der ersten Hälfte des 13. Jahrhunderts. Es folgen die altnordische Þiðrikssaga aus dem 13. Jahrhundert und eine polnische Version, die sich im Chronicon Poloniae von Boguphalus II. († 1253) findet. Von den verschiedenen Fassungen sind jedoch nur die lateinische, altnordische und polnische vollständig erhalten, die restlichen Versionen sind entweder Fragmente, Neufassungen oder entlehnen nur einen Teil der Waltherlegende.
Die Geschichte des Helden Walther, wie sie im Waltharius erzählt wird, kann folgendermaßen zusammengefasst werden: Walther, Sohn König Alphers von Aquitanien, und seine Verlobte Hiltgunt, Prinzessin von Burgund, fliehen vom Hof Attilas. In den Vogesen überfällt sie Gunther, König der Franken, mit zwölf seiner Getreuen, unter denen sich auch Hagen befindet. Walther bietet Gunther als Wegegeld einen Teil des Schatzes an, den er aus dem Hunnenreich mitgenommen hat. Der König der Franken aber fordert den ganzen Schatz sowie das Mädchen. Es kommt zum Kampf. Walther besiegt nacheinander die Krieger Gunthers, bis nur noch er, Gunther und Hagen übrig sind. Am folgenden Tag kommt es zum Endkampf, in dessen Verlauf Walther einen Arm verliert, Gunther ein Bein und Hagen ein Auge. Sie beenden daraufhin den Kampf; Hiltgunt versorgt die verletzten Krieger. Walther und seine Verlobte ziehen weiter nach Aquitanien. Sie heiraten. Walther wird König und herrscht für weitere 30 Jahre.
Die Thidrekssaga gibt die Walthersage in leicht veränderter Form wieder. Auch hier leben Walther und Hiltgund als Geiseln am Hofe Attilas, der als Susat bezeichnet wird. Walther wird allerdings als Schwestersohn von König Ermenrich vorgestellt, während Hiltgunt die Tochter des Jarls von Greken ist. Beide verspüren Zuneigung zueinander und fliehen aus Susat. Hagen, der auch am Hofe Attilas lebt, verfolgt sie mit zwölf Männern und stellt Walther zum Kampf. Walther erschlägt alle elf Krieger außer Hagen. Diesem schlägt Walther bei einem zweiten Angriff mit einer Eberkeule ein Auge aus. Walther und Hiltgunt ziehen weiter südwärts in Ermenrichs Reich. König Gunther ist in der Thidrekssaga, im Gegensatz zur Erzählung im Waltharius, nicht an den Kämpfen beteiligt.

## Die Fragmente
Die Waldere-Fragmente haben keine direkte Entsprechung im Waltharius. Durch die fragmentarische Überlieferung sind einige Stellen im Text zudem schwer zu deuten (da der Kontext fehlt und mehrere Übersetzungsmöglichkeiten möglich sind); nicht einmal die Reihenfolge der zwei Blätter ist hundertprozentig gesichert. Als Quelle des Waldere wurde jedoch immer wieder die lateinische Version angenommen; teilweise wird auch ein germanisches „Urlied“ als Grundlage für beide Versionen vermutet.
Das erste Fragment (als Fragment I bezeichnet) des Waldere besteht aus einer Rede, die (ohne dass freilich ihr Name genannt wird) von Hiltgunt gehalten wird. Sie ermutigt darin Walther, tapfer weiterzukämpfen und auf sein Schwert Miming zu vertrauen. Das Schwert gehörte ursprünglich dem Schmied Wieland (im Waldere: Weland), der sowohl in zwei anderen altenglischen Heldendichtungen (Beowulf 455, Deor 1) als auch in mehreren skandinavischen und deutschen Texten erscheint. Er ist ebenfalls im Waltharius erwähnt (dort in Z. 965 als Wielandia fabrica). Aus der Rede Hiltgunts geht außerdem hervor, dass Walther dem Gunther (im Waldere: Guðhere) nicht nur Ringe aus dem Schatz (wie im Waltharius, Z. 611–614) angeboten hat, sondern auch ein nicht näher bezeichnetes Schwert, das Gunther aber zurückwies. Die Kämpfe gegen die zwölf Gefährten Gunthers scheinen bereits vorbei zu sein und der Endkampf kurz bevorzustehen. Anders gesagt: Fragment I korrespondiert in etwa mit der „Pause“ vor dem großen Endkampf im Waltharius.
Fragment II ist schwerer zu deuten. Es beginnt mit dem Schluss einer Rede, deren Sprecher wiederum nicht genannt wird: Es kommen Hagen (Hageno), Gunther und Walther in Frage. Der unbekannte Sprecher rühmt sein Schwert: Er behauptet, dass es kein besseres gäbe außer einem weiteren, das aber ebenfalls in seinem Besitz sei (Z. 2: ðe ic eac hafa). Der Sprecher erwähnt außerdem, dass Theoderich (im Waldere: Đeodric) dieses Schwert an Wittich (im Waldere: Widia) schicken wollte als Belohnung, weil dieser ihn einmal aus großer Bedrängnis befreit habe. Der Sprecher spielt auf ein Abenteuer an, das Theoderich zusammen mit Wittich im Land der Riesen erlebt hatte. Die Schwertrühmung im zweiten Fragment reklamiert also ebenfalls eine glorreiche Vergangenheit, als ob der Sprecher zeigen wollte, dass das Schwert vor Miming, dem Schwert Walthers, nicht zurückstehen brauche. Es spricht vieles dafür, dass Gunther die Rede hält: Dazu passt die Schwertablehnung, die Hiltgunt in Fragment I erwähnt: Denn wer ein besseres bereits zu besitzen scheint, kann Miming ablehnen. WOLFF (1925), LANGOSCH (1973) und GENZMER (1981) schlugen hingegen vor, in dem Redner Hagen zu sehen, da er ja ebenso wie Walther eine Geisel am Hofe Attilas gewesen war und dort die Möglichkeit gehabt habe, an dieses kostbare Schwert zu kommen. Auszuschließen ist Walther als Sprecher, weil er explizit in Z. 11 als Sprecher der dort folgenden Rede (Z. 14–31) eingeführt wird. Bei diesem zweiten Teil handelt es sich um eine Kampfrede, in der Walther den König direkt anspricht, und zwar als wine Burgenda (Herr der Burgunden).

### Inhaltliche Unterschiede zum lateinischen Waltharius
Die Rolle Hiltgunts ist im Waldere eine viel aktivere: Sie spornt Walther zum Kampf an, während sie im Waltharius viel weniger in Erscheinung tritt: Dort bleibt sie ganz timidam puellam (Waltharius Z. 1407), darf aber nach dem Kampf immerhin die drei verletzten Kämpfer versorgen (Waltharius Z. 1408). Walther bietet im Waldere als Wegegeld zusätzlich zu den goldenen Ringen sein Schwert an (Waldere, Fragment I, Z. 28); im Waltharius sind es nur die goldenen Ringe aus seinem Schatz (Waltharius Z. 611–614). Beides Mal lehnt Gunther die Angebote jedoch ab: im Waldere mit der Begründung, dass er sowieso ein besseres Schwert habe und deshalb dasjenige Walthers nicht brauche (Waldere, Fragment II, Z. 1). Im Waltharius will Gunther sich nicht mit nur einem Teil des Goldes zufriedengeben, sondern verlangt zusätzlich die Auslieferung des Mädchens (Waltharius, Z. 601–602). Gunther wird im Waldere als wine Burgenda (Fragment II, Z. 14) bezeichnet, während er im Waltharius als König der Franken eingeführt wird (Waltharius, Z. 441ff.). Im Waltharius werden außerdem Widia und Niðhad nicht erwähnt.

### Das Gedicht
Rekonstruiert ergeben die Waldere-Fragmente ein 63-zeiliges Gedicht. Der Aufbau folgt der klassischen germanischen Bauweise, welche die Angelsachsen im 5. Jahrhundert vom Festland mitgebracht hatten.
Der Aufbau eines germanischen Gedichts wie Waldere ist folgender. Es gibt drei Ebenen: Silben, die einen Takt aufbauen, die wiederum einen Vers (auch Halbzeile genannt) aufbauen, die schließlich ein Verspaar (die Langzeile) ergeben. Jede Langzeile wird durch eine Zäsur getrennt. Die zwei Halbzeilen, die zusammen das Verspaar bilden, sind durch einen Stabreim (Alliteration) miteinander verbunden: Dabei ist die erste betonte Silbe der zweiten Halbzeile die dominante, sie bestimmt die Alliteration mit einer oder beiden betonten Silben der ersten Halbzeile.
Ebenfalls typisch für altenglische (d. h. germanische) Lyrik ist die Benutzung formelhafter Elemente, Synonyme und Umschreibungen, deren Ursprung in der mündlichen Tradition begründet liegt. Deutlich wird dies an Wörtern und Begriffen, die nur in der Dichtung auftauchen. Im Waldere wird z. B. für Schwert nicht nur das gebräuchliche sweord (Fragment I, Zeile 5 und 13 in den beiden Komposita sweordwund und sweordplegan) benutzt, sondern auch bil (Fragment I, Z. 17, vgl. deutsch 'Beil') und mece (Fragment I, Z. 24). Für Kampf stehen beadu (Fragment I, Z. 26), hild (Fragment I, Z. 4 und 30, Fragment II, Z. 12 im Kompositum hildefrofre, 'Kampftrost'; vgl. Althochdeutsch hiltia, Hilde-, Hilt- in Namen) und wig (Fragment I, Z. 22 im Kompositum wigræden, 'Kampfgesinnung'), außerdem zählt dazu das poetische sweordplegan ('Schwertspiel', Fragment I, Z. 13), ein Wort, das nur im Waldere vorkommt (hapax legomenon). Für Krieger stehen abwechselnd elde (Fragment I, Z. 11), secg (Fragment I, Z. 5, vgl. Latein 'socius', Gefährte) und ordwiga (Z. 6, 'Speerkämpfer').
Der Verfasser des Waldere benutzt kenningar: Da ist zuallererst wieder sweordplegan ('Schwertspiel') zu nennen (Fragment I, Z. 13), das im Text als Umschreibung für das Kämpfen benutzt wird. Ein schönes Beispiel findet sich auch im zweiten Fragment (Z. 22): feorhhord, wörtlich übersetzt „Hort des Lebens“, also die Brust des Helden meinend.
Ein zentrales Motiv der germanischen Dichtung (bzw. der germanischen Kriegerkultur) wird im Waldere ebenfalls angesprochen: der Ruhm, der dem Krieger Unsterblichkeit verleiht. In den edierten Fassungen des Waldere findet er sich als langne dom (Fragment I, Z. 10), d. h. ewiger Ruhm. Ruhm ist der Garant für die Unsterblichkeit eines Kriegers und ist schließlich oft nur im Tod auf dem Schlachtfeld wirklich zu erlangen. Im Waldere werden deaþ (Tod) und dom (Ruhm) miteinander verknüpft, und zwar in der Rede Hiltgunts, mit der sie versucht, den Helden Walter zu ermutigen (Fragment I, Z. 8–11). Anders gesagt: Der höchste Ruhm kann nur dann erlangt werden, wenn er sein eigenes Leben im glorreichen, am besten aussichtslosen, Kampf riskiert.

## Das Waldere-Manuskript
Die Waldere-Fragmente befinden sich heute in der königlichen Sammlung in Kopenhagen (Ny kl. saml. 167b). Die zwei Pergamentblätter haben ungefähr die gleichen Maße (ca. 21 × 14 cm, für den Schriftbereich sind ca. 15 × 11 cm reserviert). Die Farbe der beiden Bruchstücke ist dunkelgelb, die Schrift im Allgemeinen dunkelbraun und teilweise vor allem an den rechten Rändern der Seiten stark ausgeblichen. Das Blatt, welches mit hyrde hyne georne beginnt wird als Fragment I bezeichnet, Fragment II beginnt mit ce bæteran. Von den Doppelblättern wurde jeweils eine Hälfte abgerissen: Fragment I ist die linke Hälfte eines solchen Doppelblattes (als Ia und Ib bezeichnet), Fragment II die rechte Hälfte eines anderen Doppelblattes (in der Literatur als IIa und IIb bezeichnet); von den verlorenen abgerissenen Seitenteilen sind an den Rändern noch jeweils 1–2 Buchstaben erkennbar.
Ker vermutete eine Entstehung der Handschrift im 10./11. Jahrhundert. Heute vermutet man eher eine Entstehung deutlich nach dem Jahre 1000. Die Bruchstücke haben wahrscheinlich als Buchdeckel gedient, was die starken Beschädigungen des Pergaments erklären würde.
Jede Seite ist mit 15 Zeilen beschrieben. Linierungen sind keine zu erkennen. Außer einem kaum sichtbaren Semikolon auf dem Restteil von Fragment Id (das ist Ia, Z. 5, linker Rand) sind keine weiteren Satzzeichen vorhanden. Der Schreiber benutzt durchgängig zwei Kürzungen: þ mit Kürzungsstrich steht im Text für þæt (that), die tironische Note 7 steht für ond (and). Weitere reguläre Kürzungen sind der Kürzungsstrich für m; der Kürzungsstrich wird ebenfalls benutzt, um ne (IIb, Z. 14: þon, also þonne) und er (Ia, Z. 5: æft, also aefter) auszulassen. Eine Besonderheit ist die Verwendung des Runenzeichens ethel (Ib, Z. 15, Heimat).
Bei der Schrift handelt es sich um eine insulare Hand. Charakteristisch ist das r mit starker, spitz zulaufender Unterlänge, z. B. in Ib Z. 5 in weorða, dessen Cauda bis auf die Zeile herabreicht. Auffällig ist das Ornament auf Ib, vier Laubverzierungen.
Ein Großteil der erhaltenen altenglischen Texte nach 1000 ist im westsächsischen Dialekt verfasst. Der Waldere bildet hier keine Ausnahme. Das lässt nicht automatisch den Schluss zu, dass der Waldere auch im westsächsischen Machtbereich entstand (also dass ein Westsachse der Dichter war). Viele ältere Schriften wurden von westsächsischen Schreibern in westsächsischer Form kopiert und wohl ihrem eigenen Sprachgebrauch angepasst. So zeigt der Waldere die für das Westsächsische typische Brechung, d. h. Diphthongisierung von Vokalen in bestimmten lautlichen Umgebungen.
Der Waldere zeigt aber auch Formen, die eher an den anglischen (bzw. northumbrischen) Dialekt erinnern: z. B. zeigt das Wort hworfan (Fragment Ib Z. 13–14) eine ungebrochene Form, Westsächsisch hätte es eigentlich hweorfan lauten müssen. Eine in der Forschung vertretene Theorie für die Herkunft des Waldere aus dem anglischen Sprachraum ist die ebenfalls ungebrochene Form des Namens: westsächsisch wäre Wealdere korrekt. Der Schreiber des Waldere benutzte auch für die anderen vorkommenden Namen nicht ihre westsächsische Form: er schrieb Widia anstatt westsächsisch Wudga und Niðhad für Niðhæd.

## Der Waldere neben dem Waltharius
Bei der Interpretation des Waltharius und dessen historischen Einordnung wird immer wieder gerne auf sein angelsächsisches Gegenstück zurückgegriffen. Problematisch ist hierbei die bruchstückhafte Waldere-Überlieferung, die eine eindeutige oder einheitliche Interpretation erschwert. Oft wird zudem von einem „Urwalther“ ausgegangen, auf dem beide Versionen basieren sollen. Teilweise nicht unerheblichen Einfluss hat auch die Vorstellung, dass der angelsächsische Waldere durch seinen germanischen Aufbau und seine Sprache „archaischer“ sei.

### Die germanische Schicht
Ein grundsätzlicher Einwand gegen die Behauptung, dass der Waldere „germanischer“ sei als der Waltharius, ist der Waltherstoff an sich. Er weist nämlich Züge auf, die so gar nicht zu einem germanischen Heldenepos passen: Walther ist ein „einsamer Held, ohne Herr und ohne Gefolge und ohne Verwandtennähe“ (sein einziger Gefährte ist eine schwache Frau). Auf der Flucht verhält er sich gar nicht wie ein germanischer Held: Er bevorzugt es, zu fischen, Vögel zu jagen und Kämpfen grundsätzlich aus dem Weg zu gehen (was natürlich nur aus dem Waltharius geschlossen werden kann, da der fragmentarische Waldere davon nichts berichtet).
Ihm gegenüber steht der mit standesgemäßem Gefolge reitende Gunther, der sich im Verlauf der Geschichte jedoch als unwürdig herausstellt (was sowohl im Waldere als auch im Waltharius deutlich wird). Ein weiteres, typisch germanisches Element ist das Motiv der „Halle“, aber jeweils nur den Ausgangspunkt für die Haupthandlung darstellt. Auch Gunthers Part beginnt in einer Königshalle, und auch hier zeigen sich die bekannten Motiven eines germanischen Epos (Vgl. hierzu immer wieder SCHWAB 1979): Gelage, Hallenjubel (Waltharius 469), Umstoßen des Tisches (Waltharius 473), Warnung (Waltharius 478), Ausritt mit den zwölf Getreuen (Waltharius 485) und Bewaffnung (Waltharius 481f).
Zu den germanischen Motiven gehört auch der prophetische Traum Hagens, in dem ihm Walther in der Gestalt eines Bären erscheint, der Gunther das Bein abbeißt (Waltharius 621ff.). Diese Art der Tiermetaphorik ist typisch germanisch.
Der Waltharius zeigt also ebenfalls eine stark germanische Schicht und steht keineswegs hinter dem Waldere zurück. Der Waldere zeigt hingegen die typischen Merkmale eines geistlichen Epos (so versichert Hiltgunt in Fragment I den Beistand Gottes dem Mann, der gute Taten vollbringt; und in Fragment II spricht Walther von dieser göttlichen Gnade).

## Wielands Werk
Als besonders wichtig erachtet wird die Erwähnung von Wielands Werk sowohl im Waldere (Fragment I, Z. 2: Welandes worc) als auch im Waltharius (Z. 965: Wielandia fabrica). Im lateinischen Waltharius bezieht sich der Ausdruck auf die Rüstung, die sich Walther von Hiltgunt aus der Waffenkammer Attilas hat stehlen lassen (Waltharius 263–265). Diese Rüstung widersteht im achten Kampf dem Angriff des Gegners (Waltharius 962–966).
Im Waldere gestaltet sich die Identifizierung von Wielands Werk schon schwieriger. Denn es ist nicht sicher, was damit gemeint ist. Wenn Waldere und Waltharius übereinstimmen, dann beziehen sich beide auf die Rüstung. Freilich ist es auch möglich, dass im Waldere das Schwert Miming gemeint ist, das Walther mit sich führt. Indiz hierfür: Im zweiten Fragment lobt Walther seine Rüstung, die er von seinem Vater erhalten hatte, explizit als hervorragenden Schutz gegen alle Feinde (Waldere, Fragment II, Z. 18–24). Hiltgunts Anfeuerung im ersten Fragment klingt so, als sei sich Walther nicht sicher, ob Wielands Werk tatsächlich Schutz bietet. Die Diskrepanz ist schwer zu erklären, denn woher soll auf einmal der Gesinnungswandel kommen? SCHWAB (1979) bietet für die Stelle im Waldere zwei Übersetzungsmöglichkeiten (Schwab, S. 235):
(1) Wielands Werk lässt denjenigen nicht im Stich, der es, den harten Miming führen kann.

(2) Wer (wie du, Waldere), eine Brünne aus Wielands Werkstatt und dazu den Miming trägt, der kann sich wohlgeborgen fühlen.
Im Beowulf wird ebenfalls eine Rüstung als Welandes geworc bezeichnet (Beowulf Z. 455):
„Sende Hygelak, wenn ich im Kampfe falle, die meine Brust beschirmte, die beste der Brünnen, das köstlichste Heergerät; sie ist Hredels Nachlass; und Wielands Werk. Das Schicksal geht seinen Weg.“ (Beowulf 452–455) 
(Übersetzung: Therese Dahn, Walhall. Germanische Götter- und Heldensagen (Leipzig: Geibel und Brockhaus, 1889).)
Das bedeutet jedoch nicht, dass mit Wielands Werk immer nur Rüstungen gemeint sein müssen, da Wieland bekanntermaßen ja nicht nur Rüstungen geschmiedet hat (Miming stammt ja auch von ihm). Es ist also möglich, dass sich Wielands Werk im Waldere-Fragment auf das Schwert bezieht. Dazu passt auch die Rede Walthers besser, der ja die väterliche Rüstung lobt und sie eben nicht als Werk Wielands bezeichnet. Der Begriff ist ein praktisches Versatzstück germanischer Dichtung; Welandes worc bietet sich hervorragend zur Alliteration an und es spricht nichts dagegen, dass es deshalb auch verschiedene Dinge bezeichnet. Das Vorkommen des Begriffs muss deshalb auch nicht zwangsläufig ein Indiz dafür sein, dass der Waldere-Dichter den Waltharius gekannt hat.

### Kampfschilderungen
Die Waldere-Fragmente geben keinen Kampf wieder, doch beziehen sie sich immer wieder indirekt auf das Kampfgeschehen. Walther wird als Krieger beschrieben, der ganz im germanischen Geist den Kampf sucht (Fragment I). Ebenfalls erwähnt wird ein weal (Z. 15), der als Schutz diente und damit an eine ähnliche Stelle im lateinischen Waltharius erinnert, als in der Nacht vor dem Endkampf die Lagerstelle mit einem Wall aus Dornengestrüpp abgesichert wird (Waltharius 1155f.); für SCHWAB (1979) ein Indiz dafür, dass der Waldere-Dichter den Waltharius gekannt hat.
Die Kämpfe im Waltharius werden bis ins kleinste Detail dargestellt: „Von der Art altgermanischer Kampfschilderung, die stereotyp Waffenart und Ergebnis nennt, ist hier nichts zu spüren […].“ (SCHWAB S. 236f). Die wichtigsten Vorbilder des Dichters sind deshalb auch nicht in der germanischen Tradition zu suchen: er benutzte die Aeneis des Vergil und die Psychomachia des Prudenz, von denen er wörtliche Zitate übernahm. Teilweise sind die Stellen, auch wenn sie noch so blutrünstig sind, auf komische Art und Weise verfremdet, z. B. wenn der Kämpfer Tanastus mit bloßgelegten Eingeweiden noch ein kurzes Lebewohl flüstert (Waltharius 1053) oder wenn der Held Walther den getöteten Kämpfern die abgeschlagenen Köpfe wieder an den Körper legt, niederkniet und Gott bittet, dass er ihnen ihre Sünden vergebe (Waltharius 1157–1167).

### Ruhm
Das Konzept des dom als wichtiges Ziel hat auch im Waldere seinen Platz gefunden. Doch einen Unterschied gibt es: Denn während der Tod im klassisch-germanischen Sinne ewigen Ruhm brachte (in einer Art „Alles oder Nichts“ Auffassung), kommt in Hiltgunts Rede zum Ausdruck, dass gerade das Überleben Walthers unbedingt notwendig sei: denn der Kampf erfolgt zu ihrer Verteidigung (der Tod des Helden wäre für sie eine Katastrophe).
Auch bei Gunther wird die traditionelle Entweder-oder-Formel angewandt, am Ende des ersten Fragments (Z. 28–32): Gunther wird vor die Wahl gestellt: Zu fliehen oder auf dem Feld nach dem Kampf tot zurückzubleiben (zu swefan, zu schlafen, wie es Hiltgunt umschreibt). Die altgermanische Auffassung ist hier durch Ironie gebrochen, denn zu fliehen ist wahrlich keine Option für einen wahren Helden—und einen Sieg scheint Hiltgunt von vorneherein auszuschließen.
Im Waltharius gibt es verschiedene Stellen, in denen ebenfalls diese „heroischen Alternativen“ benutzt werden. So in Vers 691, als der Kämpfer Skaramund den Tod seines Onkels Camalo mit ansehen muss und ausruft: „Nunc aut commoriar vel carum ulciscar amicum.“ (Nun will ich entweder mitsterben oder den teuren Freund rächen.). In typisch germanischer Weise sieht der Redner nur zwei Alternativen: den ruhmvollen Tod im Kampf oder den Sieg über den Gegner. Waltharius bleibt erst einmal der germanischen Tradition treu. Bis Hagen auftritt: Er benutzt zwar ebenfalls die typischen Formeln, aber wie Hiltgunt ironisch, denn als es im Endkampf um die Opferbereitschaft eines Helden geht, ändert er die „Entweder-Oder“-Formel signifikant: „At nos aut fugere aut acrum bellare necesse est.“ (Wir müssen entweder fliehen oder erbittert kämpfen) (Waltharius Z. 1125) – ein ehrenvoller Tod auf dem Schlachtfeld scheint gar nicht mehr in Frage zu kommen. Beide Versionen des Waltherstoffes machen deutlich, dass es sich nicht lohnt, für den unwürdigen König Gunther zu sterben. Das germanische Stilmuster wird zwar in beiden Versionen beibehalten, aber gleichzeitig ironisch gebrochen.

### Die Rolle der Hiltgunt
Waldere und Waltharius unterscheiden sich in der Rolle, die Hiltgunt in den beiden Versionen der Walthergeschichte zu spielen scheint. Im Waldere ist sie diejenige, die den erschöpften Helden Walther zum Kampf anspornt. Inwieweit die Rede die Rolle Hiltgunts im vollständigen Waldere reflektiert, bleibt aber offen – es ist möglich, dass sie keineswegs typisch für die Waldere-Hiltgunt ist, sondern sich aus der besonderen Situation des Kampfes erklärt. Im Waltharius bleibt sie während der Kämpfe im Hintergrund. Walther ist in beiden Versionen ihr Beschützer: Ihr Schutz ist deshalb auch für SCHWAB (1979) der eigentliche Kern der Walthersage.
Im Folgenden sei die Theorie von Schwab (1979) näher dargestellt:
In der angelsächsischen Fassung ist Walther bereit, sich von seinem Schatz und seinem Schwert zu trennen. Schwab (1979) fragt zu Recht, warum Gunther ablehnt und immer noch auf einen Kampf besteht – es muss also um mehr gehen. Im lateinischen Waltharius fordert Gunther die Herausgabe des Mädchens, was Walther aber ablehnt. Hierin bietet sich nach Schwab (1979) zwischen dem Waldere und dem Waltharius ein Schnittpunkt: Hiltgunt, die eifrige Mahnerin der altenglischen Fassung, ist deshalb so aktiv, weil sie dort ebenfalls der Kampfpreis ist: Wer siegt, gewinnt das Mädchen. Der Endkampf stellt sich also als Ordal, als Gottesurteil, dar, der als Fußkampf, d. h. Nahkampf, ausgeführt werden muss – was in Fragment II des Waldere ja auch angesprochen wird. War Gunther gar ein Verwandter Hiltgunts? Folgende Indizien sprechen dafür: Im Waldere ist Gunther der wine Burgenda, also der Herr der Burgunder. Hiltgunt wiederum ist, wenn von den Informationen des Waltharius ausgegangen wird, ebenfalls Burgunderin. Wenn dies also im Waldere auch so war, wäre Gunther als wine Burgenda ebenfalls der hlafurd (Fragment I, Z. 29), der Herr, Hiltgunts. Konsequenz daraus: Gunther hätte damit als Verwandter des Mädchens sehr wohl das Recht gehabt, Walther zu verfolgen und die Herausgabe des Mädchens zu verlangen. Wenn es sich so verhielte, wäre der irrational handelnde Gunther geradezu rehabilitiert, seine Unnachgiebigkeit ließe sich nämlich daraus ableiten.

## Textprobe
Ausschnitt aus Fragment A: (Beginn der Anfeuerungsrede Hiltgunts)
1.       ...hyrde hyne georne:
2.   «Huru Weland[es]   worc ne geswiceð
3.   monna ænigum   ðara ðe Mimming can
4.   heardne gehealdan.   Oft æt hilde gedreas
5.   swatfag ond sweordwund   sec[g] æfter oðrum.
6. Ætlan ordwyga,   ne læt ðin ellen nu gyt
7. gedreosan to dæge,   dryht scipe ...
8.         ... Nu is se dæg cumen,
9. þæt ðu scealt aninga   oðer twega
10. lif forleosan   oððe lang[n]e dom
11. agan mid eldum,   Ælfheres sunu.
... feuerte ihn eifrig an:
Denn Wielands    Werk wird nicht im Stich lassen
(irgend)einen Mann der Miming,
den harten, halten kann.    Oft in der Schlacht fiel
blutschwitzend und wund vom Schwerte ein Krieger nach dem anderen.
Attilas Speerkämpfer,    lass deinen Mut nun noch
nicht sinken heute,    Mut...
... Nun ist der Tag gekommen,
da du sollst     entweder oder (wörtlich: mit einem Mal oder zwei)
das Leben verlieren oder anhaltenden Ruhm
besitzen bei den Menschen,     Alphers Sohn.